# Kotelny-Insel
Die Kotelny-Insel (russisch Остров Котельный, Ostrow Kotelny; jakutisch Олгуйдаах арыы, Olguidaach aryy) ist die größte der Neusibirischen Inseln in der russischen Arktis. Mit einer Fläche von etwa 23.200 km² gehört sie, obwohl weitgehend unbekannt, zu den 50 größten Inseln der Erde. Administrativ gehört die Insel zur Republik Sacha (Jakutien).

## Geschichte
Die Sowjetunion und nach deren Auflösung 1991 die Russische Föderation hatten auf der Insel Polarstationen und ab 1949 den Flugplatz Temp, 535 km von Tiksi entfernt, errichtet und unterhalten. Diese wurden jedoch im Jahr 1993 aufgegeben. Im September 2013 traf ein russischer Flottenverband unter Führung des Lenkwaffenkreuzers Piotr Weliki, dem Flaggschiff der Nordflotte, mit einer Eskorte von drei Atomeisbrechern vor der Insel ein. Mehrere große Landungs- und Transportschiffe sowie Tankschiffe sollten dafür sorgen, dass sowohl der Stützpunkt als auch der Flugplatz wieder in Betrieb genommen werden können.
Die Neusibirische Inselgruppe war 20 Jahre lang unbewohnt gewesen, durch den Klimawandel änderte sich jedoch deren strategische Bedeutung. Russland verspricht sich von der Wiedereröffnung des Stützpunkts eine bessere Kontrolle der Schiffsrouten durch die früher als nahezu unpassierbar geltende Nordostpassage. Diese ist nun während der Sommermonate befahrbar und eröffnet vielen Handelsschiffen eine wesentliche Zeitersparnis gegenüber der Passage durch den Suezkanal. Außerdem werden Bodenschätze sowohl auf dem Meeresgrund als auch auf den Inseln vermutet.

## Geographie
Davon entfallen auf die eigentliche Kotelny-Insel 11.665 km² und auf die benachbarte Faddejewski-Insel 5.300 km². Mit dieser ist sie im Laufe der Jahrtausende durch Sandaufspülung zusammengewachsen, so dass zwischen beiden Inseln nun eine – als Bungeland (Земля Бунге) bezeichnete – 6.200 km² große Landbrücke besteht. Bungeland, das an seiner höchsten Stelle lediglich 8 m aufweist, ist phasenweise überflutet, wodurch die Hauptinsel und Faddejewski getrennt werden.
Höchster Punkt der Insel ist Malakatyn-Tas mit 374 m auf Kotelny. Längster Fluss ist mit 205 km der Balyktach.

## Fauna und Flora
Auf der Insel finden sich verschiedene Moose, Flechten, und Grasarten. Polarfüchse bevölkern die Inseln und es gibt Spuren ausgestorbener Tiere, wie beispielsweise Mammuts. Es gibt Hinweise darauf, dass diese Mammuts von Menschen gejagt und geschlachtet wurden.

## Entdeckungsgeschichte
Als erster Europäer dürfte der russische Händler Iwan Ljachow Anfang des 18. Jahrhunderts auf der Suche nach Mammutknochen und -Elfenbein Kotelny betreten haben, die Entdeckung der Faddejewski-Insel geht auf Jakow Sannikow zurück, der 1805 das neue Land entdeckte und 1808–1810 Kotelny gemeinsam mit Mathias von Hedenström erkundete und kartierte. Auf der Insel liegt der deutsch-baltische Arzt und Forscher Hermann von Walter begraben, der bei der kaiserlich-russischen Polarexpedition unter der Leitung Eduard von Tolls 1902 ums Leben kam. Die sterblichen Überreste von Walter wurden am 29. Juli 2011 in einer feierlichen Zeremonie unter Anwesenheit von Regierungsmitgliedern der Republik Sacha, dem estnischen Botschafter in Russland und Angehörigen von Hermann von Walter erneut beigesetzt.

## Klima
Auf der Kotelny-Insel herrscht polares Klima. Die jährliche Durchschnittstemperatur liegt bei −14,3 °C, der wärmste Monat ist der Juli mit etwa 2,5 °C, der kälteste der Februar mit −29,8 °C. Die jährliche Niederschlagsmenge beträgt 131 mm und ist über das Jahr fast gleichmäßig verteilt, mit einem leichten Maximum im Juli und August.
|                       | Jan   | Feb   | Mär   | Apr   | Mai   | Jun  | Jul | Aug | Sep  | Okt   | Nov   | Dez   |   |       |
| Mittl. Tagesmax. (°C) | −28,2 | −28,3 | −26,2 | −18,8 | −7,8  | 0,8  | 4,3 | 3,2 | −1,0 | −10,5 | −20,9 | −25,5 | ⌀ | −13,2 |
| Mittl. Tagesmin. (°C) | −32,8 | −32,9 | −30,9 | −24,5 | −11,9 | −1,8 | 0,8 | 0,2 | −3,5 | −14,8 | −25,5 | −29,9 | ⌀ | −17,2 |
|                       |       |       |       |       |       |      |     |     |      |       |       |       |   |       |
| Niederschlag (mm)     | 6     | 6     | 8     | 8     | 11    | 16   | 30  | 24  | 18   | 14    | 8     | 7     | Σ | 156   |
|                       |       |       |       |       |       |      |     |     |      |       |       |       |   |       |
| Sonnenstunden (h/d)   | 0,0   | 0,1   | 4,4   | 9,7   | 6,6   | 5,7  | 5,0 | 4,2 | 1,4  | 0,4   | 0,0   | 0,0   | ⌀ | 3,1   |
|                       |       |       |       |       |       |      |     |     |      |       |       |       |   |       |
| Regentage (d)         | 2     | 2     | 2     | 2     | 3     | 5    | 7   | 7   | 6    | 4     | 2     | 1     | Σ | 43    |
|                       |       |       |       |       |       |      |     |     |      |       |       |       |   |       |
| Luftfeuchtigkeit (%)  | 87    | 89    | 88    | 89    | 88    | 91   | 91  | 92  | 90   | 88    | 88    | 87    | ⌀ | 89    |

| −32,8 |

| −32,9 |

| −30,9 |

| −24,5 |

| −11,9 |

| −1,8 |

| 0,8 |

| 0,2 |

| −3,5 |

| −14,8 |

| −25,5 |

| −29,9 |

| −32,8 |

| −32,9 |

| −30,9 |

| −24,5 |

| −11,9 |

| −1,8 |

| 0,8 |

| 0,2 |

| −3,5 |

| −14,8 |

| −25,5 |

| −29,9 |